# Jevstafij Vladimirovič Malachovskij
Svatý Jevstafij Vladimirovič Malachovskij (29. březnajul./ 10. dubna 1880greg. – 22. dubnajul./ 5. května 1918greg., Naděždinskaja) byl běloruský jerej Ruské pravoslavné církve a mučedník.

## Život
Narodil se 29. března 1880 v rodině kněze polocké eparchie.
Roku 1897 dokončil studium na Polockém duchovním učilišti a roku 1900 tři třídy Vitebského duchovního semináře. Stal se učitelem Prudské církevní farní školy grodněnské eparchie.
Jako horlivý křesťan se rozhodl sloužit církvi v tehdejších těžkých podmínkách turkestánské eparchie, kde ruští osadníci neměli v té době zemře žádné chrámy a duchovenstvo. Dne 15. prosince 1904 se stal psalomščikem (žalmista) v taškentském vojenském chrámu. V březnu následující roku byl převeden do turkestánského katedrálního soboru.
Dne 13. května 1905 byl rukopoložen na diakona a druhého dne na jereje.
Dne 27. května 1905 byl jmenován knězem chrámu Třech světitelů ve vesnici Karabulak.
Dne 1. září 1906 se stal knězem chrámu svaté Sofie ve městě Věrnyj (dnes Almata).
Dne 5. září 1907 by jmenován knězem ve vesnici Ivanovsk v Lepsinském ujezdu.
Dne 13. září 1907 mu bylo uděleno právo nosit nábederník.
Roku 1909 byl převeden do chrámu Pokrova přesvaté Bohorodice Věrnyju a o rok později do posjolku Karalinskij Lepsinského ujezdu.
Roku 1911 odešel sloužit do stanice Lepsinskaja.
Dne 18. ledna 1913 byl na vlastní žádost jmenoval cestujícím knězem 1. Pišpekského okruhu.
Roku 1914 byl jmenován do vesnice Těploključinskoje Prževalského okruhu.l a stejného roku se stal představeným chrámu ve vesnici Pokrovskoje asi třicet pět verst od Prževalska (dnes Karakol), na jižním břehu jezera Issyk-kul.
Roku 1916 po zničení vesnice Pokrovskoje během kyrgyzského povstání, byl jmenován představeným chrámu ve vesnici Blagověščenskoje Andižanského ujezdu. Stejného roku přešel do vesnice Jegorjevskoje Čerňajevského ujezdu a následně do pokrovského chrámu ve stanici Naděždinskaja ve Věrněnském ujezdu.
Byl zabit 5. května 1918 během střetu Velikonočního církevního průvodu s bolševickou demonstrací.

## Kanonizace
Dne 20. srpna 2000 jej Ruská pravoslavná církev svatořečila jako mučedníka a byl zařazen mezi Sbor všech novomučedníků a vyznavačů ruských.
Jeho svátek je připomínán 5. května (22. dubna – juliánský kalendář).